# 斯蒂根特角
斯蒂根特角（Stigant Point），是南極洲的海岬，位於南設得蘭群島的喬治王島北岸，處於達韋角西南面11公里，海拔高度65米，被國際鳥盟列為重點鳥區，是11,000雙阿德利企鵝的棲息地，現時由南極條約體系管理。
62°2′S 58°45′W / 62.033°S 58.750°W